# Fokker F-32
El Fokker F-32 fue un avión de pasajeros construido por la Fokker Aircraft Corporation of America en 1929, en su fábrica de Teterboro, Nueva Jersey.
Fue el primer avión cuatrimotor diseñado y construido en los Estados Unidos. Se construyeron siete ejemplares, pero solo entraron en limitado servicio comercial; su alto coste y problemas con la refrigeración de sus motores traseros demostraron ser prohibitivos. El Cuerpo Aéreo del Ejército de los Estados Unidos evaluó el F-32 como YC-20, pero no lo compró. 

## Diseño y desarrollo
El Fokker F-32 fue un gran monoplano de ala alta cuatrimotor, diseñado y construido por la Fokker Aircraft Company en 1929. Fue el primer Fokker cuatrimotor diseñado y el último Fokker diseñado en los Estados Unidos, antes de que la compañía se disolviera durante los años de la Depresión.
Sus motores estaban montados en tándem en parejas por debajo del ala. El control direccional se efectuaba originalmente por dos timones y estabilizadores verticales, pero una tercera aleta y timón fue añadida más tarde para mejorar la estabilidad direccional. El F-32 era un diseño extremadamente avanzado para finales de los años 20 y principios de los años 30. Debido parcialmente a su diseño avanzado y tamaño, y parcialmente a la depresión general en la que nació, estaba destinado a fracasar. Solo se construyeron siete unidades. El número del modelo, F-32, fue empleado para indicar la capacidad del avión. El modelo había comenzado originalmente como F-12, y esto se evidencia en que los números del fabricante están en la serie 1200. 
El prototipo fue volado en pruebas a finales del verano de 1929 por Marshall Boggs, actuando como piloto de pruebas. Estaba destinado a la Universal Air Lines y fue volado originalmente con la configuración de dos colas y un estabilizador horizontal con las típicas áreas aerodinámicamente equilibradas de Fokker. Esta disposición fue cambiada en los siguientes F-32 a una configuración de tres colas y a un estabilizador horizontal sin equilibradores. Desde mitad de los años 30, todos los aviones dispusieron de soportes en V arriostrando las aletas verticales exteriores, en lugar de soportes simples. 

## Historia operacional

### Accidente
El primer F-32 se estrelló el 27 de noviembre de 1929, durante una demostración de despegue con tres motores. Uno de los dos motores de babor estaba parado, pero el otro falló poco después del despegue, causando una pérdida de control. El avión se desplomó sobre una casa en Carle Place (Nueva York), y acabó totalmente destruido en el accidente y posterior fuego; notablemente, no hubo víctimas mortales, aunque el piloto y un pasajero resultaron heridos.
Este accidente fue presenciado por el famoso poeta americano Ogden Nash, que escribió sobre ello a su entonces prometida Frances (más tarde su esposa). El relato de Nash se puede encontrar en “Loving Letters from Ogden Nash: A Family Album”, editado por Linell Nash Smith (hija de Nash).

### Problemas de potencia
El accidente mostró el problema más notable del F-32; estaba falto de potencia, que se empeoró por la configuración motora de espalda contra espalda del avión, con un motor en cada extremo de las góndolas subalares. Los motores frontales propulsaba una hélice bipala y los traseros, una tripala. Las hélices traseras, trabajando en el aire perturbado por las frontales, eran muy ineficientes, y los motores traseros sufrieron de problemas de refrigeración. El problema de la falta de potencia fue parcialmente solventado, reemplazando los motores Pratt & Whitney Wasp del prototipo por los más potentes Pratt & Whitney R-1860 Hornet B en los aviones posteriores, pero los otros problemas permanecieron en los aviones a lo largo de su corta vida útil. 

### Órdenes de producción
Inicialmente, Western Air Express y Universal Air Lines ordenaron cinco aviones cada una, y hubo interés por parte de otras aerolíneas, incluyendo a KLM. Sin embargo, a pesar de pintar un prototipo para Universal, esta aerolínea canceló sus órdenes, y WAE solo adquirió dos aparatos en lugar de los cinco planeados, debido principalmente a la Gran Depresión. 

### Servicio con Western Air Express
Western Air Express fue el único comprador del F-32, adquiriendo dos de ellos. Operaron desde el Alhambra Airport en Alhambra (California), y más tarde en el Grand Central Air Terminal en Glendale (California), volando hasta el Aeropuerto Municipal de Oakland (Oakland (California)) y otros destinos de la Costa Oeste.

### Pruebas del Cuerpo Aéreo del Ejército de los Estados Unidos
En 1930, el Cuerpo Aéreo del Ejército de los Estados Unidos pidió prestado un F-32 para realizar pruebas, designándolo YC-20. Al igual que con el Boeing Y1C-18, el avión permaneció en propiedad del fabricante y fue devuelto tras las pruebas. Fue el mayor avión de transporte probado por el USAAC, en la época, y permanecería así hasta finales de los años 30.

## Operadores
Estados Unidos
- Universal Air Lines
- Western Air Express
- Cuerpo Aéreo del Ejército de los Estados Unidos

## Especificaciones
Referencia datos: The Illustrated Encyclopedia of Propeller Airliners

### Características generales
- Tripulación: Dos/tres
- Capacidad: 

  - 32 pasajeros sentados
  - 16 pasajeros en literas
- Longitud: 21,3 m (69,8 ft)
- Envergadura: 30,2 m (99 ft)
- Altura: 5 m (16,5 ft)
- Superficie alar: 125,4 m² (1350 ft²)
- Peso vacío: 6443,7 kg (14 202 lb)
- Peso cargado: 10 205.83
- Planta motriz: 4× motor radial de nueve cilindros en una fila refrigerado por aire Pratt & Whitney R-1860 Hornet B.
  - Potencia: 429 kW (591 HP; 583 CV) cada uno.
- Hélices: Bipala las dos delanteras, tripala las dos traseras, todas metálicas

### Rendimiento
- Velocidad máxima operativa (Vno): 225 km/h (140 MPH; 121 kt)
- Velocidad crucero (Vc): 193,1 km/h (120 MPH; 104 kt)
- Velocidad de entrada en pérdida (Vs): 75,6 km/h (47 MPH; 41 kt)
- Alcance: 805 km (435 nmi; 500 mi)
- Techo de vuelo: 3962 m (13 000 ft)
- Régimen de ascenso: 4,3 m/s (852 ft/min)
- Carga alar: 82 kg/m² (16,6 lbs/sq ft)

## Aeronaves relacionadas

### Secuencias de designación
- Secuencia F._ (interna de Fokker America): ← F.14 - AF.15 - F.18 - F.32
- Secuencia C-_ (Aviones de Carga del USAAC/USAAF/USAF, 1924-1962): ← C-17 - C-18 - C-19 - C-20 - C-21 - C-22 - C-23 →